# Еськов, Кирилл Юрьевич
Кири́лл Ю́рьевич Есько́в (род. 16 сентября 1956, Москва) — советский и российский арахнолог, палеонтолог; писатель и публицист. Кандидат биологических наук (1986).

## Биография
Окончил кафедру энтомологии биологического факультета Московского университета (1979), затем работал во ВНИИ охраны природы и заповедного дела.
С 1988 года работает старшим научным сотрудником в лаборатории артропод Палеонтологического института РАН. Занимается ископаемыми членистоногими. Кандидат биологических наук (1986), автор специальных и научно-популярных работ, школьных учебников. Вице-президент Евразийского арахнологического общества. Университетский и школьный преподаватель (в частности преподаёт в московской гимназии № 1543). Лауреат гранта правительства Москвы.
Приобрёл известность романами в жанре криптоистории, где применял, как он выразился, подход исторической науки к вымышленным событиям, легендам, литературным произведениям в жанре фэнтези (например, «Властелину Колец» Толкина) и священным текстам (например, Евангелию). За фантастический роман «Последний кольценосец» получил премию «Странник».
В августе 2012 года выступил с инициативой открытого письма, в котором осуждалось преследование оппозиционера Константина Крылова (пишущего под псевдонимом Михаил Харитонов).
По мировоззрению является агностиком.

## Оценки деятельности
Творчество Кирилла Еськова высоко оценил писатель-фантаст Борис Стругацкий. Это утверждение, сделанное 4 ноября 2012 г., стало его последним ответом в офлайн-интервью с читателями (19 ноября Борис Стругацкий умер).

## Признание
- Именем Еськова названы два рода пауков-линифиид: Eskovia и Eskovina, один из вымерших видов меловых носаток Saltissus eskovi[9][10][11], а также пермское сетчатокрылое Babykamenia eskovi, относящееся к семейству Archeosmylidae[12].
- В честь Кирилла Еськова был назван главный герой книги Владимира Березина «Последний мамонт».[13]
- Национальная премия «Имперская культура» имени Эдуарда Володина (2015 год) — за книгу «Америка (reload game)».[14]